# Стивенс, Онслоу
Онслоу Стивенс (англ. Onslow Stevens), имя при рождении Онслоу Форд Стивенсон (англ. Onslow Ford Stevenson) (29 марта 1902 года — 5 января 1977 года) — американский актёр театра, кино и телевидения, карьера которого охватила период 1920-60-х годов.
За время своей карьеры Стивенс сыграл в таких памятных картинах, как «Пег в моём сердце» (1933), «Адвокат» (1933), «Когда наступит завтра» (1939), «Дом Дракулы» (1945), «Проход через каньон» (1946), «Ангел на моём плече» (1946), «У ночи тысяча глаз» (1948), «Сирокко» (1951), «Они!» (1954), «Секреты Нью-Йорка» (1955), «Похвала дурному человеку» (1956) и «Одинокие сердца» (1958).

## Ранние годы и театральная карьера
Онслоу Стивенс родился 29 марта 1902 года в Лос-Анджелесе в артистической семье. Его отец, Хаусли Стивенсон, был известным театральным и киноактёром, один из братьев стал также актёром, а второй — дизайнером по костюмам.
В 1926 году после службы в армии Стивенс стал актёром Театра Пасадины, где и прошёл школу актёрского мастерства. Его первой заметной работой в театре стала роль в спектакле «Под крышей» в 1928 году. В дальнейшем Стивенс сыграл и поставил в Театре Пасадины более 50 спектаклей, в том числе, по произведениям Шекспира, Чехова и Ибсена.
В 1936 году Стивенс дебютировал на Бродвее в роли Дэвида Кингсли в успешной комедии «Служебный вход», после которой последовали комедии «Школьное здание на продажу» (1938), «Госпожа природа» (1938), «Майкл заходит» (1938-39), комедия «Горящая палуба» (1940). Позднее он несколько раз возвращался на Бродвей, сыграв в спектаклях «Две миссис Кэрролл» (1944-45), «На Восток в Эдем» (1947) и «Поляна в лесу» (1957).

## Карьера в кино и на телевидении в 1931—1962 годах
По словам самого Стивенса, он оказался в кино «случайно», когда в 1932 году пришёл помочь своей знакомой актрисе пройти кинопробы. В том же году Стивенс начал сниматься в кино, сыграв вплоть до середины 1950-х годов более чем в 50 фильмах. Свои первые заметные роли в кино Стивенс сыграл в 1933 году в двух значимых картинах, которые были поставлены на основе успешных бродвейских пьес: сначала он был партнёром Мэрион Дэвис в мелодраме «Пег в моём сердце» (1933), а затем — партнёром Джона Бэрримора в психологической драме Уильяма Уайлера «Адвокат» (1933). Среди других крупных картин Стивенса в 1930-е годы были хоррор-детектив с Лайонелом Этуиллом «Тайна синей комнаты» (1933), вестерн «Трое идут по следу» (1936), приключенческая мелодрама «Под двумя флагами» (1936) с Рональдом Колманом и Клодетт Кольбер, а также мелодрама «Когда наступит завтра» (1939) с Айрин Данн и Шарлем Буайе. Кроме того, в фантастическом киносериале из 12 двадцатиминутных фильмов «Исчезающая тень» (1934) Стивенс играл главную роль учёного, который изобрёл стирающий человека луч, а год спустя он снова сыграл учёного, на этот раз в фантастической мелодраме о воскрешении «Жизнь возвращается» (1935). В этот период Стивенс также исполнил главные роли в целой серии проходных криминальных мелодрам, среди них «Я не могу сбежать» (1934), «Дом страха» (1934), «Лёгкие деньги» (1936), «Удачу не купишь» (1937), а также в тюремной мелодраме «Эти высокие серые стены» (1939).
В 1940-е годы Стивенс сыграл в таких значимых картинах, как криминальная драма «Человек, который не хотел говорить» (1940) с Ллойдом Ноланом, шпионская мелодрама «Задание в Берлине» (1943) с Джорджем Сэндерсом, фильм ужасов «Дом Дракулы» (1945) с Лоном Чейни-младшим, военный шпионский триллер «Управление стратегических служб» (1946) с Аланом Лэддом, фэнтези-комедия Арчи Майо «Ангел на моём плече» (1946) с Полом Муни и вестерн Жака Турнёра «Проход через каньон» (1946) с Дэной Эндрюсом в главной роли. Стивенс также сыграл небольшую роль доктора Уолтерса в фильме нуар «У ночи тысяча глаз» (1948) и был преступным художником, работающим на вражескую разведку, в шпионском нуаре «Идти преступным путём» (1948).
Среди фильмов Стивенса 1950-х годов наибольший интерес представляют военная драма «Запечатанный груз» (1951) с Эндрюсом, нуаровый боевик «Сирокко» (1951) с Хамфри Богартом, политическая сатира «Лев на улицах» (1953) с Джеймсом Кэгни, фантастический хоррор-триллер «Они!» (1954), где он сыграл роль генерала, фильм нуар «Секреты Нью-Йорка» (1955), где он был гангстером, вестерн «Похвала дурному человеку» (1956) с Джоном Уэйном и газетная драма «Одинокие сердца» (1958) с Монтгомери Клифтом в главной роли, где Стивенс сыграл краткую, но трагическую роль отца главного героя, отбывающего пожизненное заключение за убийство неверной жены. Стивенс сыграл свою последнюю роль в кино в криминальном фильме ужасов «Кушетка» (1962), где он был психиатром, исследующим состояние серийного убийцы.

## Карьера на телевидении в 1951—1961 годах
С 1951 года Стивенс стал работать на телевидении, где его самой значимой работой стала роль доброго мистера Фишера в многолетнем религиозном драматическом телесериале «Семья Фишеров» (с 1956 года он стал называться «Такова жизнь»). В общей сложности вплоть до 1957 года Стивенс в 19 эпизодах этого сериала.
Стивенс также появился в отдельных эпизодах таких памятных телесериалов, как «Порт» (1954), «Шайенн» (1955), «Кульминация» (1957), «Театр Зейна Грея» (1957), «Есть оружие — будут путешествия» (1957), «Караван повозок» (1958-60), «Бонанза» (1959), «Дымок из ствола» (1959) и «Диснейленд» (1960-61).

## Актёрское амплуа и оценка творчества
Как отмечено в статье об актёре в «Нью-Йорк Таймс», «карьера Стивенса на сцене и экране охватила более трёх десятилетий. Он был главным образом характерным актёром, часто исполнявшим отрицательные роли».
Как написал Хэл Эриксон, в 1930-е годы «Стивенс начинал кинокарьеру с главных ролей, но затем закрепился на характерных ролях, часто играя мрачных и угрюмых злодеев, в частности, в таких фильмах, как „Дом Дракулы“ (1945), где он сыграл слабовольного человека, который способен превратиться в злодея».
По замечанию историка кино Джима Бивера, в начале карьеры Стивенс «зарекомендовал себя надёжным актёром, однако позднее на его карьеру неблагоприятное воздействие оказал алкоголь. Тем не менее, он оставался узнаваемым и уважаемым исполнителем в течение многих лет».

## Личная жизнь
Стивенс был неоднократно женат. В 1961 году его последней женой стала Роуз Хейт, которая прожила с ним до его смерти.

## Смерть
Как пишет Хэл Эриксон, «последние жизни Стивенс провёл в частной клинике, где, по информации жены, он подвергался издевательствам и жестокому обращению со стороны других пациентов». Как сообщила газета «Нью-Йорк Таймс», 5 января 1977 года «Стивенс был обнаружен мёртвым в частной лечебнице в Ван-Найсе, Калифорния». По словам Эриксона, Стивенс «умер при таинственных обстоятельствах», а Бивер пишет, что «последние месяцы жизни Стивенс провёл в клинике в Ван-Найсе, где в ноябре 1976 года сломал бедро при неясных обстоятельствах. У него началась пневмония, и он умер в январе 1977 года. По заключению коронера, перелом бедра возник „от воздействия другого человека, а не в результате несчастного случая“».

## Фильмография
| Год       |   | Русское название                           | Оригинальное название                | Роль                                                     |
| --------- | - | ------------------------------------------ | ------------------------------------ | -------------------------------------------------------- |
| 1931      | ф | Весёлый дипломат                           | The Gay Diplomat                     | лейтенант (в титрах не указан)                           |
| 1932      | ф | Радиопатруль                               | Radio Patrol                         | Карл Хьюз                                                |
| 1932      | ф | Герои Запада                               | Heroes of the West                   | Том Кросби                                               |
| 1932      | ф | О’кей, Америка!                            | Okay, America!                       | подручный (в титрах не указан)                           |
| 1932      | ф | Тайна джунглей                             | Jungle Mystery                       | Том Морган                                               |
| 1932      | ф | Раз в жизни                                | Once in a Lifetime                   | Лоренс Вейл                                              |
| 1932      | ф | Золотой Запад                              | The Golden West                      | Калвин Браун                                             |
| 1933      | ф | Нагана                                     | Nagana                               | доктор Рой Сарк                                          |
| 1933      | ф | Пег в моем сердце                          | Peg o' My Heart                      | сэр Джеральд «Джерри» Маркэм                             |
| 1933      | ф | Еще вчера                                  | Only Yesterday                       | Бернард, гость на вечеринке                              |
| 1933      | ф | Тайна синей комнаты                        | Secret of the Blue Room              | Фрэнк Фэйбер                                             |
| 1933      | ф | Адвокат                                    | Counsellor at Law                    | Джон П. Тодеско                                          |
| 1934      | ф | Бомбейская почта                           | Bombay Mail                          | Джон Хоули                                               |
| 1934      | ф | На этой стороне небес                      | This Side of Heaven                  | Уолтер                                                   |
| 1934      | ф | Дело Кросби                                | The Crosby Case                      | Фрэнсис Скотт Грэм                                       |
| 1934      | ф | Мне так нравится                           | I Like It That Way                   | Гарри Роджерс                                            |
| 1934      | ф | Я расскажу всему миру                      | I'll Tell the World                  | принц Майкл                                              |
| 1934      | ф | Исчезающая тень (киносериал)               | The Vanishing Shadow                 | Стэнли Стэнфилд                                          |
| 1934      | ф | Романы джентльмена                         | Affairs of a Gentleman               | Лиин Дёрланд                                             |
| 1934      | ф | Влюблённый в жизнь                         | In Love with Life                    | профессор Джон Эпплгейт                                  |
| 1934      | ф | Я не могу убежать                          | I Can't Escape                       | Стив Николс, псевдоним Стив Каммингс                     |
| 1935      | ф | Жизнь возвращается                         | Life Returns                         | доктор Джон Кендрик                                      |
| 1935      | ф | Печально известный джентльмен              | A Notorious Gentleman                | Джон Барретт                                             |
| 1935      | ф | Рождённый играть                           | Born to Gamble                       | Дэн «Эйс» Картрайт / Генри Мэтьюз                        |
| 1935      | ф | Три мушкетера                              | The Three Musketeers                 | Арамис                                                   |
| 1935      | ф | Главный выход                              | Grand Exit                           | Джон Грейсон                                             |
| 1935      | ф | Вынужденная посадка                        | Forced Landing                       | Фэррадэй                                                 |
| 1936      | ф | Мост вздохов                               | The Bridge of Sighs                  | Джеффри «Джефф» Пауэлл                                   |
| 1936      | ф | Жёлтая пыль                                | Yellow Dust                          | Джек Хенвэй                                              |
| 1936      | ф | Трое идут по следу                         | Three on the Trail                   | Пекос Кейн                                               |
| 1936      | ф | Под двумя флагами                          | Under Two Flags                      | Сиди-Бен Юссиф                                           |
| 1936      | ф | Федеральный агент                          | F-Man                                | мистер Шоу                                               |
| 1936      | ф | Лёгкие деньги                              | Easy Money                           | Дэн Адамс                                                |
| 1936      | ф | Прямо сплеча                               | Straight from the Shoulder           | мистер Венди                                             |
| 1936      | ф | Убийство с картинками                      | Murder with Pictures                 | Нейт Джирард                                             |
| 1937      | ф | Удачу не купишь                            | You Can't Buy Luck                   | Джо Болдвин                                              |
| 1937      | ф | Полёт от славы                             | Flight from Glory                    | Эллис                                                    |
| 1937      | ф | А вон идёт жених                           | There Goes the Groom                 | доктор Беккер                                            |
| 1939      | ф | Когда наступит завтра                      | When Tomorrow Comes                  | Джим Холден                                              |
| 1939      | ф | Эти высокие серые стены                    | Those High Grey Walls                | доктор Фрэнк Нортон                                      |
| 1940      | ф | Человек, который не хотел говорить         | The Man Who Wouldn't Talk            | Фредерик Келлер                                          |
| 1940      | ф | Таинственный морской разбойник             | Mystery Sea Raider                   | Карл Катлер                                              |
| 1940      | ф | Кто убил тётю Мэгги?                       | Who Killed Aunt Maggie?              | Боб Данбар                                               |
| 1941      | ф | Монстр и девушка                           | The Monster and the Girl             | Дж. Стэнли Макмастерс                                    |
| 1941      | ф | Отправляйтесь на запад, юная леди          | Go West, Young Lady                  | Том Ханнеган                                             |
| 1942      | ф | Серенада на закате                         | Sunset Serenade                      | Грегг Джексон                                            |
| 1943      | ф | Айдахо                                     | Idaho                                | рейнджер штата Боб Стивенс                               |
| 1943      | ф | Назначение в Берлин                        | Appointment in Berlin                | Рудольф Фон Присинг                                      |
| 1944      | ф | Руки через границу                         | Hands Across the Border              | Брок Данверс                                             |
| 1945      | ф | Дом Дракулы                                | House of Dracula                     | Брок Данверс                                             |
| 1946      | ф | Управление стратегических служб            | O.S.S.                               | Филд                                                     |
| 1946      | ф | Проход каньона                             | Canyon Passage                       | Джек Лестрейд                                            |
| 1946      | ф | Ангел на моем плече                        | Angel on My Shoulder                 | доктор Мэтт Хиггинс                                      |
| 1948      | ф | Побег                                      | The Creeper                          | доктор Джим Борден                                       |
| 1948      | ф | Идти преступным путём                      | Walk a Crooked Mile                  | Игорь Браун                                              |
| 1948      | ф | Галантный клинок                           | The Gallant Blade                    | генерал де ля Гаранс                                     |
| 1948      | ф | У ночи тысяча глаз                         | Night Has a Thousand Eyes            | доктор Уолтерс                                           |
| 1949      | ф | Бомба, мальчик джунглей                    | Bomba, the Jungle Boy                | Джордж Харланд                                           |
| 1949      | ф | Красный, горячий и синий                   | Red, Hot and Blue                    | капитан Аллен                                            |
| 1949      | ф | Жизнь Святого Павла                        | Life of St. Paul Series              | римский капитан                                          |
| 1950      | ф | Знак гориллы                               | Mark of the Gorilla                  | профессор Брандт                                         |
| 1950      | ф | Моторизованный патруль                     | Motor Patrol                         | лейтенант Дирборн                                        |
| 1950      | ф | Исправительной учреждение штата            | State Penitentiary                   | Ричард Эванс                                             |
| 1950      | ф | Агент по доходам                           | Revenue Agent                        | Сэм Беллоуз                                              |
| 1950      | ф | Один – это слишком много                   | One Too Many                         | доктор Фостер                                            |
| 1951      | ф | Запечатанный груз                          | Sealed Cargo                         | командор Джеймс Маклин                                   |
| 1951      | ф | Лорна Дун                                  | Lorna Doone                          | советник Дун                                             |
| 1951      | ф | Сирокко                                    | Sirocco                              | эмир Хасан                                               |
| 1951      | ф | Холмы Юты                                  | The Hills of Utah                    | Джейда Маккуин                                           |
| 1951      | ф | Семейный секрет                            | The Family Secret                    | судья Джеффри Н. Уильямс                                 |
| 1951      | ф | Всё, что у меня есть                       | All That I Have                      | адвокат Палмер                                           |
| 1951      | с | Звёзды над Голливудом (3 эпизода)          | Stars Over Holliwood                 |                                                          |
| 1952      | ф | История в Сан-Франциско                    | The San Francisco Story              | капитан Джим Мартин                                      |
| 1952      | ф | Великолепное приключение                   | Magnificent Adventure                |                                                          |
| 1952      | с | Рикошет (2 эпизода)                        | Rebound                              | Мэтьюз                                                   |
| 1952—1957 | с | Семья Фишеров / Такова жизнь (19 эпизодов) | The Fisher Family / This is the Life | мистер Фишер                                             |
| 1952      | с | Театр от «Шеврон» (6 эпизодов)             | Chevron Theatre                      |                                                          |
| 1952—1953 | с | Театр звёзд от «Шлитц» (2 эпизода)         | Schlitz Playhouse of Stars           | Скотт Варнум/Эдди, полицейский                           |
| 1953      | ф | Атака на Фэзер-ривер                       | The Charge at Feather River          | Гровер Джонсон                                           |
| 1953      | с | Кавалькада Америки                         | Cavalcade of America                 | Сэм Хьюстон                                              |
| 1953—1956 | с | Телевизионный театр от «Форд» (3 эпизода)  | The Ford Television Theatre          | Док/коммандер Макгроу/Уоррен Лесли                       |
| 1954      | ф | Они скакали на Запад                       | They Rode West                       | полковник Итан Уотерс                                    |
| 1954      | ф | Они!                                       | Them!                                | бригадный генерал Роберт О’Брайен                        |
| 1954      | с | Диснейленд                                 | Disneyland                           | генерал Майлс                                            |
| 1954      | с | Порт (2 эпизода)                           | Waterfront                           | Борер / капитан Барт Хаббард                             |
| 1954      | с | Театр от «Пепси-Колы» (2 эпизода)          | The Pepsi-Cola Playhouse             | детектив Мирз / Томпсон                                  |
| 1954—1955 | с | Городской детектив (3 эпизода)             | City Detective                       | Эзли / Кейбл / Болдвин                                   |
| 1954—1956 | с | Видеотеатр от «Люкс» (3 эпизода)           | Lux Video Theatre                    | Кауленд / Рихтер                                         |
| 1955      | ф | Секреты Нью-Йорка                          | New York Confidential                | Джонни Ахиллес                                           |
| 1955      | с | Шайенн                                     | Cheyenne                             | судья Дэна Калвер                                        |
| 1955      | с | Медик                                      | Medic                                | Берт Кромвелл                                            |
| 1955      | с | Студия 57                                  | Studio 57                            | Генри                                                    |
| 1956      | ф | Похвала дурному человеку                   | Tribute to a Bad Man                 | Херн                                                     |
| 1956      | ф | За рамками закона                          | Outside the Law                      | главный агент Алек Конрад                                |
| 1956      | ф | Десять заповедей                           | The Ten Commandments                 | Лугал                                                    |
| 1956      | с | Кульминация                                | Climax!                              |                                                          |
| 1956      | с | Утренний театр                             | Matinee Theatre                      |                                                          |
| 1956—1959 | с | Театр 90                                   | Playhouse 90                         | Сидни Леннокс, Генерал Бёрнсайд                          |
| 1957      | с | Театр Зейна Грея                           | Zane Grey Theater                    | Роджер Морроу                                            |
| 1957      | ф | Келли и я                                  | Kelly and Me                         | Вальтер Ван Рункель                                      |
| 1957      | с | Есть оружие – будут путешествия            | Have Gun - Will Travel               | доктор Мейхью                                            |
| 1957      | с | Беспокойное оружие                         | The Restless Gun                     | Шон Макгивен                                             |
| 1957      | с | На суде                                    | On Trial                             | Филдс                                                    |
| 1957—1958 | с | Суд последней надежды (2 эпизода)          | The Court of Last Resort             | Паккетт / Эдвард Крюгер                                  |
| 1958      | ф | Бойня на Тараве                            | Tarawa Beachhead                     | генерал Натан Келлер                                     |
| 1958      | ф | Флибустьер                                 | The Buccaneer                        | Фиппс, инспектор таможни                                 |
| 1958      | ф | Одинокие сердца                            | Lonelyhearts                         | мистер Ласситер                                          |
| 1958      | ф | Крушители вечеринок                        | The Party Crashers                   | Джим Никерсон                                            |
| 1958      | с | Приключения Рин Тин Тина                   | The Adventures of Rin Tin Tin        | майор Эдвард Кан                                         |
| 1958—1960 | с | Караван повозок (4 эпизода)                | Wagon Train                          | Джек Хэнфорд/Мейсон/полковник Даниел Морган/Касс Флеминг |
| 1959      | с | Чёрное седло                               | Black Saddle                         | Ганнибал Парди                                           |
| 1959      | с | Бонанза                                    | Bonanza                              | Флинт Джонсон                                            |
| 1959      | с | Депутат                                    | The Deputy                           | Том Дивер                                                |
| 1959      | с | Разыскивается живым или мёртвым            | Wanted: Dead or Alive                | шериф Адлер                                              |
| 1959      | с | Дымок из ствола                            | Gunsmoke                             | шериф Бен Годдард                                        |
| 1960      | ф | Прекрасные юные каннибалы                  | All the Fine Young Cannibals         | Джошуа Дэвис                                             |
| 1960      | с | Перегон                                    | The Overland Trail                   | президент Улисс С. Грант                                 |
| 1960      | с | Джонни Миднайт                             | Johnny Midnight                      | Генри                                                    |
| 1960      | с | Преступники                                | Outlaws                              | Джон Кайл                                                |
| 1960—1961 | с | Диснейленд (2 эпизода)                     | Disneyland                           | генерал Майлс                                            |
| 1961      | с | Техасец Джон Слотер                        | Texas John Slaughter                 | генерал Майлз                                            |
| 1962      | ф | Кушетка                                    | The Couch                            | доктор В.Л. Ланц                                         |